# Durynsko
Durynsko (německy Thüringen  [tʰyːʁɪŋən]), latinsky Thuringia), plným názvem Svobodný stát Durynsko (německy Freistaat Thüringen), je spolková země ležící v samém středu Spolkové republiky Německo. Má rozlohu 16 173 km² a přibližně 2,11 milionu obyvatel, patří tedy k menším německým spolkovým zemím. Hlavním a největším městem je Erfurt. Dalšími významnými městy jsou Jena, Gera, Výmar nebo Gotha.

## Historie
Na území přibližně odpovídajícím dnešnímu Durynsku existovalo od 5. století samostatné Durynské království. To však roku 531 vyvrátili Frankové. Později zde existovalo Durynské vévodství, od roku 1130 Durynské lankrabství. 
Od roku 1572 až do 19. století byla zvláště jižní polovina Durynska rozdrobena mezi řadu proměnlivých státečků (tzv. ernestinská saská vévodství a hrabství rodů Reussů a Schwarzburgů). Některé z nich zanikly začátkem 19. století, jiné se roku 1871 změnily ve spolkové země Německého císařství. Zbytek dnešního Durynska (včetně Erfurtu) náležel pruské provincii Sasko. Toto složité členění zůstalo v zásadě zachováno i po první světové válce, kdy ovšem byly německé monarchie zrušeny a území durynských států roku 1920 sloučeno do jednoho celku se sídlem ve Výmaru. Racionalizací správního členění za nacismu bylo pak vytvořeno Durynsko (jako říšská župa) již přibližně v dnešní podobě.
Po druhé světové válce padlo území Durynska, ačkoliv bylo celé osvobozeno západními Spojenci, do sovětské okupační zóny, takže se stalo součástí Německé demokratické republiky. Zde mu po správní reformě roku 1952 zhruba odpovídaly kraje Erfurt, Gera a Suhl. Zejména poslední jmenovaný kraj tvořil výrazný výběžek do území Západního Německa.
Po znovusjednocení Německa roku 1990 bylo Durynsko obnoveno jako jedna ze šesti „nových“ spolkových zemí, s hlavním městem v Erfurtu.

## Poloha
Na východě hraničí se Svobodným státem Sasko (délka hranice 265 km), na severovýchodě se Saskem-Anhaltskem (296 km), na severozápadě s Dolním Saskem (112 km), na západě s Hesenskem (270 km) a na jihu se Svobodným státem Bavorsko (381 km). Největší vzdálenost od severu k jihu je 160 km, od západu k východu pak 198 km.
Durynskem procházejí dálnice A4, A9, A38, A71 a A73. Na dálnici A4 leží od západu na východ města Eisenach, Gotha, Erfurt, Výmar, Jena a Gera.

## Geografie
Díky svému lesnímu bohatství je Durynsko nazýváno „Zeleným srdcem Německa“ nebo „Zelenou zemí zamilovaných“. 
Jihu Durynska dominuje pohoří Durynský les (Thüringer Wald), procházející zemí od Eisenachu k Sonnebergu. Severně od něj se rozkládá Durynská pánev (Thüringer Becken). Na Durynský les navazuje na východě Durynská břidličná vrchovina (Thüringer Schiefergebirge). Ze severu zasahuje do Durynska pohoří Harz. K dalším horám a pohořím patří Rhön, Dün, Kyffhäuser a Hainich. Nejvyšší durynskou horou je Großer Beerberg (982,9 m). Nejnižší místo v  Durynsku (114 m) se nachází u města Wiehe.
Jde o poměrně vlhkou oblast protkanou sítí řek, které zde většinou pramení. Většina území patří do povodí Labe, prostřednictvím Sály a jejích přítoků Unstruty, Bílého Halštrova a dalších. Jihozápad odvodňuje Werra a jižní výběžky Durynska náleží povodí Mohanu (resp. Rýna).

## Administrativní členění

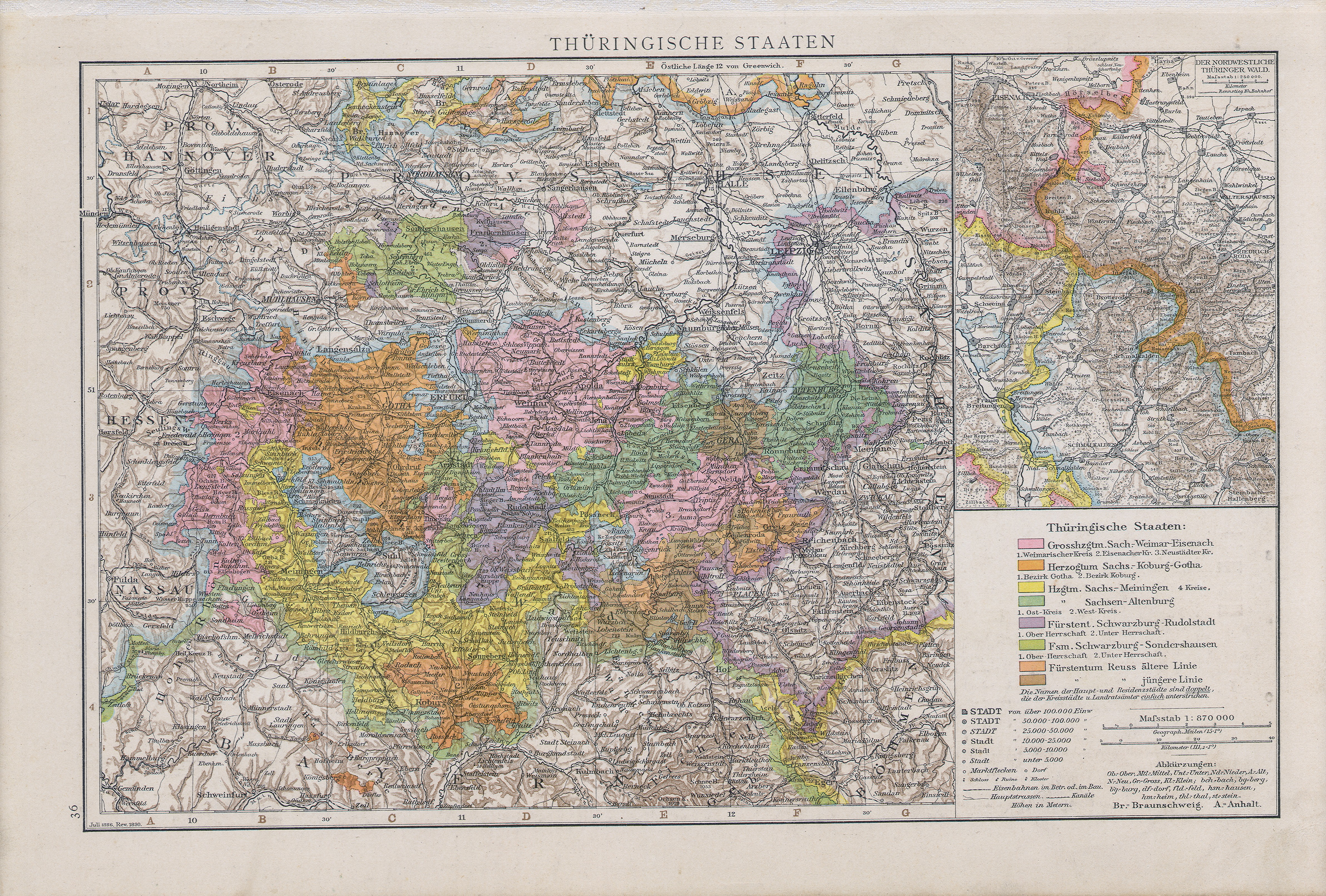
Mapa Durynských států 1890

V současné době se Durynsko člení na 17 zemských okresů (Landkreise).
| 1. Altenbursko (Altenburger Land) 2. Eichsfeld 3. Gotha 4. Greiz 5. Hildburghausen 6. Ilm (Ilm-Kreis) 7. Kyffhäuser (Kyffhäuserkreis) 8. Nordhausen 9. Sála-Holzland (Saale-Holzland-Kreis) | 1. Sála-Orla (Saale-Orla-Kreis) 2. Saalfeld-Rudolstadt 3. Šmalkaldy-Meiningen (Schmalkalden-Meiningen) 4. Sömmerda 5. Sonneberg 6. Unstrut-Hainich (Unstrut-Hainich-Kreis) 7. Wartburg (Wartburgkreis) 8. Výmarsko (Weimarer Land) |

Mimo tyto okresy se zde nachází ještě 6 městských okresů (Kreisfreie Städte):
1. Eisenach
2. Erfurt
3. Gera
4. Jena
5. Suhl
6. Výmar

## Města v Durynsku
obyvatel v roce 2010
1. Erfurt (204.994)
2. Jena (105.129)
3. Gera (99.262)
4. Výmar (65.479)
5. Gotha (45.593)
6. Nordhausen (44.296)
7. Eisenach (42.750)
8. Suhl (38.776)
9. Mühlhausen (35.978)
10. Altenburg (34.972)